# Teleki (geslacht)

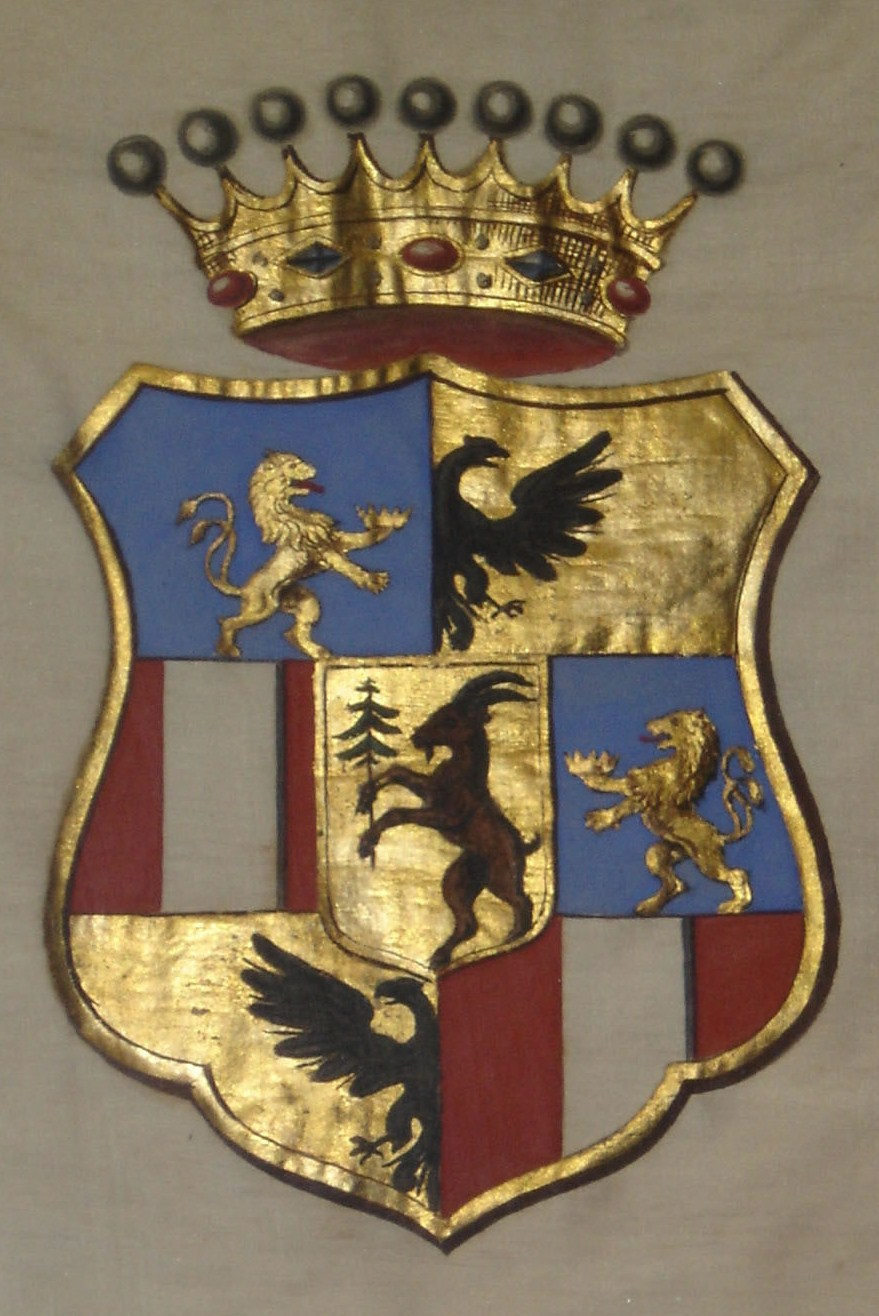
Wapenschild van de familie Teleki de Szék

Teleki de Szék is de naam van een uit Zevenburgen stammend adelsgeslacht in Hongarije. Sinds 1696 waren de Teleki's ook rijksgraven van het Heilige Roomse Rijk.

## Geschiedenis
De geschiedenis van geslacht begint bij een zekere Mihály Teleki die zich, volgens een oorkonde uit 1612, in het dorp Szék in het comitaat Bihar vestigt en met Anna Garázda trouwt. De naam Teleki komt van het dorp Marostelek, het huidige Teleac in de gemeente Gornești. Na de dood van Mihály Teleki in 1614 bevestigt de Zevenburgse vorst Gabriël Bethlen per oorkonde het bezit van de weduwe en hun twee zonen István en János in de heerlijkheid Szék.
János Teleki (1614-1662) trouwde met Anna Bornemisza en klom zeer snel op op de sociale ladder. Hij werd opper-ispán van het comitaat Zárand en kreeg twee dochters (Anna en Katalin) en een zoon Mihály (1634-1690). Ook deze maakte snel carrière en werd kanselier van Zevenburgen onder vorst Michaël I Apafi. Mihály werd in 1685 door keizer Leopold I met de titel van rijksgraaf beloond, uit dankbaarheid voor diens inspanningen om Zevenburgen onder Habsburgse heerschappij te brengen.
Het geslacht Teleki heeft verschillende telgen voortgebracht die niet alleen voor Hongarije, maar ook internationaal een belangrijke rol speelden. Verschillende straten en pleinen zijn vernoemd naar leden van de familie. Van groot belang was ook de oprichting van de Teleki-bibliotheek in Marosvásárhely door graaf Sámuel Teleki in 1802. In 2008 werd een planetoïde vernoemd naar de Hongaarse ontdekkingsreiziger Sámuel Teleki (1845-1916), een naamgenoot van de oprichter van de bibliotheek.
De bekendste Teleki is waarschijnlijk Pál Teleki (1879-1941), een Hongaars geograaf die tweemaal premier van Hongarije was.

## Vooraanstaande leden
- László Teleki (1811-1861), Oostenrijks-Hongaars politicus en schrijver
- Sámuel Teleki (1845-1916), Hongaars ontdekkingsreiziger
- Pál Teleki (1879-1941), Hongaars geograaf en premier